# Celenza sul Trigno
Celenza sul Trigno é uma comuna italiana da região dos Abruzos, província de Chieti, com cerca de 1.093 habitantes. Estende-se por uma área de 22 km², tendo uma densidade populacional de 50 hab/km². Faz fronteira com Carunchio, Montefalcone nel Sannio (CB), Montemitro (CB), Palmoli, Roccavivara (CB), San Giovanni Lipioni, Torrebruna, Tufillo.

## Demografia
| Variação demográfica do município entre 1861 e 2011                               |
|                                                                                   |
| Fonte: Istituto Nazionale di Statistica (ISTAT) - Elaboração gráfica da Wikipedia |